# 正井禮子
正井禮子（まさい れいこ、1949年 -  ）は、日本の社会起業家・活動家。神戸市を拠点として、女性や子どもの支援活動をおこなっている。認定NPO法人女性と子ども支援センターウィメンズネット・こうべ代表理事。

## 来歴
1972年神戸大学教育学部を卒業し、日本航空神戸支店に勤務。1982年日本航空退社。1992年、女性の人権を守り男女平等社会の実現を目標とする団体「ウィメンズネット・こうべ」を設立。1995年1月17日に発生した阪神・淡路大震災に際して、すぐに被災者支援活動を行い、同年3月「女性のための電話相談」を始め「災害と女性」のHPで情報発信を続ける。
2007年3月20日「女性と子どものセンター ウィメンズネット・こうべ」として、NPO法人格を認定された。2011年の東日本大震災では「東日本大震災女性支援ネットワーク」を立ち上げ活動を広げる。2018年度「Champion of Change Japan Award」受賞。

## 実績
- 1999年：ウィメンズ・フェローシップ1999～シャルレ女性奨励賞
- 2002年：兵庫県社会福祉協議会より「元気アップアワード2002」グランプリ受賞
- 2003年：第7回加藤シヅエ賞・コープこうべ「虹の賞・功労賞」
- 2004年：国際ソロプチミストアメリカ日本中央リジョンより、WHW賞[6]受賞
- 2013年：井植文化賞（社会福祉部門）[7]受賞
- 2018年：「Champion of Change Japan Award」日本大賞を受賞、ソロプチミスト日本財団より「社会ボランティア賞」受賞
- 2024年：関西財界セミナー賞2024「輝く女性賞」を受賞[8]。
- 2024年：第78回神戸新聞平和賞を受賞[9]。